# Sipiniq
En la cultura inuit, sipiniq (en Inuktitut ᓯᐱᓂᖅ, «sipi» que significa «dividir»; en plural sipiniit) es refereix a una persona que es creu que va canviar el seu sexe físic quan era un nadó, però el gènere de la qual normalment es designa és el mateix que el seu sexe original percebut. D'alguna manera, ser sipiniq es pot considerar un tercer gènere.
Aquest concepte s'acredita principalment a zones de l'Àrtic canadenc, com Igloolik i Nunavik. Els Netsilik Inuit utilitzen la paraula «kipijuituq» per a un concepte similar.

## Naixement
Segons els inuit, el canvi de sexe es pot produir en el fetus mentre encara està a l'úter o en el moment del naixement. Per exemple, es pot percebre que un nadó té un penis i testicles que «s'obren» en el moment del naixement per convertir-se en vagina i llavis. Aquest nadó seria socialment designat com a home malgrat posseir òrgans sexuals que normalment es perceben com a femenins. En un exemple més complex d'un canvi de sexe que es va produir abans del naixement, una dona inuit va descriure tenir records de ser l'ànima del seu propi avi matern difunt, que va entrar a l'úter de la seva pròpia mare i es va convertir en un fetus masculí. Quan va arribar el moment del naixement, el fetus va rebutjar haver nascut home i va néixer físicament com a dona.
El treball de camp realitzat a la dècada del 1970 va indicar que dos terços dels sipiniit eren nadons masculins que s'havien convertit en dones, i després es designaven com a homes (podria ocórrer el contrari, encara que més rarament). Els parts llargs i difícils sovint s'atribuïen als nadons sipiniit. Altres signes físics que un nadó era sipiniq inclouen l'ambigüitat genital (que va des d'inflor a causa de l'edema fins a genitals amb característiques intersexuals) i genitals bloquejats pel mucus en néixer.

## Rol social
Una persona sipiniq és considerada socialment com un membre del seu gènere designat, en un procés que s'ha denominat «socialització inversa». Porten el nom d'un parent mort del gènere designat, realitzen treballs relacionats amb aquest gènere i vesteixen roba tradicional adaptada a les tasques d'aquest gènere. En general, un individu és tractat com sipiniq fins a la pubertat, però en alguns casos manté el paper fins a l'edat adulta i fins i tot després del matrimoni.
Les persones sipiniit són considerades com a fortes intermediàries entre els mons natural i espiritual, convertint-los en candidats principals per assumir el paper d'angakkuq o xaman. Molts sipiniit es casen amb altres sipiniit, però també podien casar-se amb individus cisgènere; ser sipiniit reflectia un rol de gènere i no una sexualitat. Alguns inuit van informar de la creença que les dones que eren o havien estat sipiniit donarien a llum fills sipiniit.

## Perspectives antropològiques
L'antropòleg francès Bernard Saladin D'Anglure va ser responsable de gran part de les primeres investigacions acadèmiques sobre sipiniit, a partir de finals de la dècada del 1970. Va utilitzar el terme «transsexualitat perinatal» per descriure el concepte de transició de gènere que podria ocórrer a l'úter o en el moment del naixement. Va assenyalar que els inuit tenien un augment de la taxa de pseudohermafroditisme femení, cosa que podria haver contribuït a l'origen del concepte de sipiniq. No obstant això, també va assenyalar que no va tenir en compte tots o fins i tot la majoria dels casos de persones sipiniit, ja que la majoria de les pseudohermafrodites femenines eren estèrils, però la majoria de sipiniit no.
Alguns investigadors han intentat trobar raons demogràfiques, econòmiques o psicològiques per a la designació d'un nen com a sipiniq. S'ha argumentat que el sipiniq va sorgir per ajudar a equilibrar la proporció de sexes en famílies que només tenien fills d'un sol gènere. Saladin D'Anglure considerava aquests arguments com «empobriment de la realitat inuit» i va argumentar que la socialització inversa entre els inuit es va originar a partir d'un ideal familiar subjacent que reflectia l'ordre equilibrat de l'univers en el microcosmos. La família inuit ideal estava formada per una «parella home-dona (cònjuges) i una parella germà-germana». Quan la unitat familiar no estava d'acord amb l'ideal tradicional, la família utilitzava la socialització inversa o la designació sipiniq d'un nounat per restablir l'equilibri.
L'antropòloga canadenca Betty Kobayashi Issenman va considerar que la designació d'un nen com un sipiniq era una pràctica espiritual per la qual el nen incorporava l'esperit del parent difunt, en lloc d'una expressió del nen transgènere.